# Igličasti grm
Vachellia farnesiana, grm ili manje drvo iz porodice mahunarki koja je ime dobila po svojim trnovitim granama. Porijeklom je iz Meksika ili Srednje Amerike, ali je danas raširena po mnogim državama na svim kontinentima. Da li je do ove izvanameričke invazije igličastog grma došlo prvenstveno prirodno ili antropogeno, još je nejasno. Na Fidžiju gdje je također dospjela, možda utcjecajem čovjeka, lokalni stanovnici nazvali su je Ellingtonovim prokletstvom. U australskoj državi Novi Južni Wales raširilas se po pašnjacima.
Igličasti grm naraste do 8 m (26 stopa), a životni vijek mu je 25 do 50 godina. Nekada je klasificirana u rod Acacia.

## Vanjske poveznice
|  | Zajednički poslužitelj ima još gradiva o temi Vachellia farnesiana |
|  | Wikivrste imaju podatke o taksonu Vachellia farnesiana             |